# Megan Clark
Pour les articles homonymes, voir Clark.
Megan Elizabeth Clark est une géologue et dirigeante d'entreprise australienne.

## Enfance et éducation
Clark a fait ses études au Presbyterian Ladies' College (en) de Perth. En 1981, Clark obtient un honours degree en géologie économique (en) à l'Université d'Australie-Occidentale. En 1987, elle soutient sa thèse de doctorat en géologie économique à l'Université Queen's.

## Carrière
Elle commence sa carrière en tant que géologue minière et travaille ensuite dans les domaines de l'exploration, de la géologie minière, de la gestion de la R&D, du capital-risque et de la stratégie technique au sein de Western Mining Corporation. Clark a également travaillé dans le capital-risque avec l'entreprise Advent International à Boston.
Elle a ensuite été administratrice de Rothschild & Co en Australie et a été vice-présidente Technologie puis vice-présidente Santé, Sécurité, Environnement, Communauté et Développement durable chez BHP Billiton de 2003 à 2008.
Clark a été membre du Conseil des sciences, de l'ingénierie et de l'innovation du premier ministre. Elle fait également partie du groupe de travail du premier ministre sur la fabrication. Elle est aussi membre de la Commission sur l'agriculture durable et le changement climatique, membre de l'Académie australienne des sciences technologiques et de l'ingénierie et membre de l'Institut australien des administrateurs de sociétés,.
En 2009, elle est nommée directrice générale de l'Organisation de recherche scientifique et industrielle du Commonwealth (CSIRO), faisant d'elle la première femme directrice générale,,. Sous sa direction, le CSIRO a été reconnu pour un certain nombre de nouvelles entreprises, y compris dans la recherche sur la transmission sans fil.
Depuis 2014, elle est administratrice non exécutive de Rio Tinto Limited. En tant que membre du conseil d'administration de Rio Tinto, elle a commencé à présider le comité de développement durable en mai 2016 et est devenue membre du comité de rémunération à compter du 1er mai 2016.
Clark était l'une des administratrices de Rio Tinto en mai 2020 lorsque la société minière a délibérément détruit le site sacré aborigène australien de Gorge Juukan, le seul site intérieur d'Australie à montrer des signes d'occupation humaine continue depuis plus de 46 000 ans. Dix mois après l'événement et à la suite d'un important vote de protestation contre Clark, avec plus d'un quart des actionnaires votant contre sa réélection, elle admet avoir des regrets,.
Le 14 mai 2018, elle est nommée directrice de l'Agence spatiale australienne,. Elle reste à ce poste jusqu'en décembre 2020.
En 2021, elle est nommée vice-chancellière de l'Université Monash.

## Récompenses
En 2014, Clark est nommée Compagnon de l'Ordre d'Australie (AC) « pour son service éminent à la recherche et au développement scientifiques »,,.

## Vie privée
Clark est mariée à Trent Hutchinson, qui est également diplômé de l'Université Queens.